# Zumpahuacán
Zumpahuacán és un municipi de l'estat de Mèxic. Zumpahuacán és el cap de municipi i principal centre de població d'aquesta municipalitat. Aquest municipi és a la part nord-occidental de l'estat de Mèxic. Limita al nord amb el municipi de Malinalco, al sud amb Guerrero, a l'oest amb Tenancingo i a l'est amb Morelos.